# Portal (motorfiets)
Portal is een historisch Frans merk van motorfietsen.
De bedrijfsnaam was: Motocycles Portal, Reynies/82370 Labastide-Saint-Pierre. 

## Historie
Het bedrijf introduceerde in 1975 haar eerste modellen, de crossmotor 125 Cross en de enduromodellen 125 TT en 175 TT met een luchtgekoelde Sachs tweetaktmotor. Toen in 1976 de zevenversnellings Sachs-motor verscheen schakelde ook Portal daarop over, maar men bracht ook 250- en 400cc-modellen uit met een CZ-motor.
In 1977 schakelde het bedrijf over op inbouwmotoren van Bombardier-Rotax, hoewel voor de heel lichte modellen ook motorblokjes van Peugeot en Minarelli werden ingekocht.
Portal specialiseerde zich in terreinmotoren, maar in bracht men een sportmodel uit, de 250 RS Critérium. Uiteindelijk kwamen er ook modellen voor de 500cc-klassen, maar die verdwenen al in 1983, één jaar voor de productie van Portal beëindigd werd.

## Technische gegevens 80 en 50 cc
| Periode                | 1981-1982                                                | 1983                              | 1984                                                        | 1984                                                        | 1984                                                        |         |         |         |
| Categorie              | enduro                                                   | cross                             | cross                                                       | enduro                                                      | enduro                                                      |         |         |         |
| Motor                  | Peugeot                                                  | Minarelli MR 6                    | Minarelli MR 6                                              | Minarelli MR 6                                              | Minarelli                                                   |         |         |         |
| Motortype              | tweetaktmotor                                            | tweetaktmotor                     | tweetaktmotor                                               | tweetaktmotor                                               | tweetaktmotor                                               |         |         |         |
| Bouwwijze              | luchtgekoelde staande eencilinder                        | luchtgekoelde staande eencilinder | luchtgekoelde staande eencilinder                           | luchtgekoelde staande eencilinder                           | luchtgekoelde staande eencilinder                           |         |         |         |
| boring                 | 48 mm                                                    | 48 mm                             | 48 mm                                                       | 48 mm                                                       | 41 mm                                                       |         |         |         |
| slag                   | 44 mm                                                    | 44 mm                             | 44 mm                                                       | 44 mm                                                       | 37,7 mm                                                     |         |         |         |
| Cilinderinhoud         | 79,6 cc                                                  | 79,6 cc                           | 79,6 cc                                                     | 79,6 cc                                                     | 57,3 cc                                                     |         |         |         |
| Carburateur            | onbekend                                                 | Dell'Orto PHBH-30-BS              | Dell'Orto PHBH-30-BS                                        | Dell'Orto PHBH-30-BS                                        | onbekend                                                    |         |         |         |
| Smeersysteem           | mengsmering                                              | mengsmering                       | mengsmering                                                 | mengsmering                                                 | mengsmering                                                 |         |         |         |
| Compressieverhouding   | onbekend                                                 | onbekend                          | onbekend                                                    | onbekend                                                    | onbekend                                                    |         |         |         |
| Max. Vermogen          | 7,4 kW/10 pk bij 7.000 tpm                               | 15,4 kW/21 pk                     | 15,4 kW/21 pk                                               | 15,4 kW/21 pk                                               | 2,4 kW/3,3 pk                                               |         |         |         |
| Topsnelheid            | nvt                                                      | nvt                               | nvt                                                         | nvt                                                         | nvt                                                         |         |         |         |
| Primaire aandrijving   | tandwielen                                               | tandwielen                        | tandwielen                                                  | tandwielen                                                  | tandwielen                                                  |         |         |         |
| koppeling              | meervoudige natte platenkoppeling                        | meervoudige natte platenkoppeling | meervoudige natte platenkoppeling                           | meervoudige natte platenkoppeling                           | onbekend                                                    |         |         |         |
| versnellingen          | 5                                                        | 6                                 | 6                                                           | 6                                                           | automaat                                                    |         |         |         |
| Secundaire aandrijving | ketting                                                  | ketting                           | ketting                                                     | ketting                                                     | ketting                                                     |         |         |         |
| Rijwielgedeelte        | dubbel wiegframe                                         | dubbel wiegframe                  | dubbel wiegframe                                            | dubbel wiegframe                                            | dubbel wiegframe                                            |         |         |         |
| Voorvork               | Bétor 35 mm telescoopvork                                | telescoopvork                     | Paioli 35 mm telescoopvork of Marzocchi 32 mm telescoopvork | Paioli 35 mm telescoopvork of Marzocchi 32 mm telescoopvork | Paioli 30 mm telescoopvork of Marzocchi 30 mm telescoopvork |         |         |         |
| Achtervork             | swingarm met De Carbon monodemper                        | onbekend                          | swingarm met Paioli monodemper                              | swingarm met Paioli monodemper                              | swingarm met Paioli monodemper                              |         |         |         |
| Remmen                 | Nagasti 110 mm trommelrem voor, 125 mm trommelrem achter | onbekend                          | Nagasti 118 mm trommelrem voor en achter                    | Nagasti 118 mm trommelrem voor en achter                    | Nagasti 118 mm trommelrem voor en achter                    |         |         |         |
| Tankinhoud             | onbekend                                                 | onbekend                          | 6 liter                                                     | 6 liter                                                     | 6 liter                                                     | 6 liter | 6 liter | 6 liter |
| Droog gewicht          | onbekend                                                 | onbekend                          | 66 kg                                                       | 66 kg                                                       | 60 kg                                                       |         |         |         |
| Voorganger             | geen                                                     | geen                              | 80 Mini Cross                                               | 80 TXP Peugeot                                              | geen                                                        |         |         |         |
| Opvolger               | 80 Enduro PX                                             | 80 Cross PZ                       | geen                                                        | geen                                                        | geen                                                        |         |         |         |

## Technische gegevens 125 cc
| Portal                 | 125 Cross                         | 125 TT                                                     | 125 Cross 7V                      | 125 Enduro 7V                     | 125 Master                                                       | 125 Ranger                                                       | 125 Master M4                                                    | 125 Ranger R5                                                    |
| ---------------------- | --------------------------------- | ---------------------------------------------------------- | --------------------------------- | --------------------------------- | ---------------------------------------------------------------- | ---------------------------------------------------------------- | ---------------------------------------------------------------- | ---------------------------------------------------------------- |
| Periode                | 1975                              | 1975                                                       | 1976                              | 1976-1977                         | 1977-1979                                                        | 1977-1979                                                        | 1980                                                             | 1980                                                             |
| Categorie              | cross                             | enduro                                                     | cross                             | enduro                            | cross                                                            | enduro                                                           | cross                                                            | enduro                                                           |
| Motor                  | Sachs 1251/6D                     | Sachs 1251/6B                                              | Sachs 1252/7A                     | Sachs 1252/7A                     | Rotax 124 MC                                                     | Rotax 124 GS                                                     | Rotax 124 MC                                                     | Rotax 124 GS                                                     |
| Motortype              | tweetaktmotor                     | tweetaktmotor                                              | tweetaktmotor                     | tweetaktmotor                     | tweetaktmotor                                                    | tweetaktmotor                                                    | tweetaktmotor                                                    | tweetaktmotor                                                    |
| Bouwwijze              | luchtgekoelde staande eencilinder | luchtgekoelde staande eencilinder                          | luchtgekoelde staande eencilinder | luchtgekoelde staande eencilinder | luchtgekoelde staande eencilinder                                | luchtgekoelde staande eencilinder                                | luchtgekoelde staande eencilinder                                | luchtgekoelde staande eencilinder                                |
| boring                 | 54 mm                             | 54 mm                                                      | 53,75 mm                          | 53,75 mm                          | 54 mm                                                            | 54 mm                                                            | 54 mm                                                            | 54 mm                                                            |
| slag                   | 54 mm                             | 54 mm                                                      | 54 mm                             | 54 mm                             | 54 mm                                                            | 54 mm                                                            | 54 mm                                                            | 54 mm                                                            |
| Cilinderinhoud         | 123,7 cc                          | 123,7 cc                                                   | 122,5 cc                          | 122,5 cc                          | 123,7 cc                                                         | 123,7 cc                                                         | 123,7 cc                                                         | 123,7 cc                                                         |
| Carburateur            | Bing 2/28/10                      | Bing 1/27/17                                               | Bing 84/32/10                     | Bing 84/32/10                     | Mikuni VM 34-252                                                 | Mikuni VM 34-252                                                 | Mikuni VM 34-252                                                 | Mikuni VM 34-252                                                 |
| Smeersysteem           | mengsmering                       | mengsmering                                                | mengsmering                       | mengsmering                       | mengsmering                                                      | mengsmering                                                      | mengsmering                                                      | mengsmering                                                      |
| Compressieverhouding   | onbekend                          | onbekend                                                   | onbekend                          | onbekend                          | onbekend                                                         | onbekend                                                         | onbekend                                                         | onbekend                                                         |
| Max. Vermogen          | 17,6 kW/24 pk bij 9.800 tpm       | 13,2 kW/18 pk bij 9.000 tpm en 15,4 kW/21 pk bij 9.000 tpm | 16,9 kW/23 pk bij 9.200 tpm       | 16,9 kW/23 pk bij 9.200 tpm       | 17,6 kW/24 pk bij 9.500 tpm                                      | 15,4 kW/21 pk bij 9.000 tpm                                      | 20,6 kW/28 pk bij 9.800 tpm                                      | 19,1 kW/25 pk bij 9.000 tpm                                      |
| Topsnelheid            | nvt                               | nvt                                                        | nvt                               | nvt                               | nvt                                                              | nvt                                                              | nvt                                                              | nvt                                                              |
| Primaire aandrijving   | tandwielen                        | tandwielen                                                 | tandwielen                        | tandwielen                        | tandwielen                                                       | tandwielen                                                       | tandwielen                                                       | tandwielen                                                       |
| koppeling              | meervoudige natte platenkoppeling | meervoudige natte platenkoppeling                          | meervoudige natte platenkoppeling | meervoudige natte platenkoppeling | meervoudige natte platenkoppeling                                | meervoudige natte platenkoppeling                                | meervoudige natte platenkoppeling                                | meervoudige natte platenkoppeling                                |
| versnellingen          | 6                                 | 6                                                          | 7                                 | 7                                 | 6                                                                | 6                                                                | 6                                                                | 6                                                                |
| Secundaire aandrijving | ketting                           | ketting                                                    | ketting                           | ketting                           | ketting                                                          | ketting                                                          | ketting                                                          | ketting                                                          |
| Rijwielgedeelte        | dubbel wiegframe                  | dubbel wiegframe                                           | dubbel wiegframe                  | dubbel wiegframe                  | brugframe                                                        | brugframe                                                        | dubbel wiegframe                                                 | dubbel wiegframe                                                 |
| Voorvork               | Marzocchi 34 mm telescoopvork     | Marzocchi 34 mm telescoopvork                              | Marzocchi 34 mm telescoopvork     | Marzocchi 34 mm telescoopvork     | Marzocchi 35 mm telescoopvork                                    | Marzocchi 35 mm telescoopvork                                    | Bétor 35 mm telescoopvork                                        | Bétor 35 mm telescoopvork                                        |
| Achtervork             | swingarm met De Carbon gasdempers | swingarm met De Carbon gasdempers                          | swingarm met De Carbon gasdempers | swingarm met De Carbon gasdempers | swingarm met De Carbon gasdempers                                | swingarm met De Carbon gasdempers                                | swingarm met De Carbon gasdempers                                | swingarm met De Carbon gasdempers                                |
| Remmen                 | Griméca 125 mm trommelremmen      | Griméca 125 mm trommelremmen                               | Griméca 125 mm trommelremmen      | Griméca 125 mm trommelremmen      | Griméca 125 mm trommelrem voor, Griméca 140 mm trommelrem achter | Griméca 125 mm trommelrem voor, Griméca 140 mm trommelrem achter | Griméca 125 mm trommelrem voor, Griméca 140 mm trommelrem achter | Griméca 125 mm trommelrem voor, Griméca 140 mm trommelrem achter |
| Tankinhoud             | 8 liter                           | 8 liter                                                    | 8 liter                           | 8 liter                           | 8 liter                                                          | 8 liter                                                          | 7,5 lieter                                                       | 7,5 lieter                                                       |
| Droog gewicht          | 89 kg                             | 92 kg                                                      | 92 kg                             | 96 kg                             | 84 kg                                                            | 86 kg                                                            | 96 kg                                                            | 98 kg                                                            |
| Voorganger             | geen                              | geen                                                       | 125 cross                         | 125 TT                            | 125 Cross V7                                                     | 125 Enduro V7                                                    | 125 Cross V7                                                     | 125 Enduro V7                                                    |
| Opvolger               | 125 Cross V7                      | 125 Enduro V7                                              | 125 Master                        | 125 Ranger                        | 125 Master M4                                                    | 125 Ranger R5                                                    | 125 Master MA5/ 125 Master LC                                    | 125 Ranger RA6                                                   |

## Technische gegevens 125 cc (vervolg)
| Portal                 | 125 Master MA5                                                   | 125 Master LC                                                    | 125 Ranger RA6                                                   | 125 Condor                                                       | 125 Ranger                                  | 125 Cross LC                                                        | 125 Enduro LC                                                       | 125 Cross PZ                                                        | 125 Enduro PX                                                       |
| ---------------------- | ---------------------------------------------------------------- | ---------------------------------------------------------------- | ---------------------------------------------------------------- | ---------------------------------------------------------------- | ------------------------------------------- | ------------------------------------------------------------------- | ------------------------------------------------------------------- | ------------------------------------------------------------------- | ------------------------------------------------------------------- |
| Periode                | 1981                                                             | 1981                                                             | 1981                                                             | 1982                                                             | 1982                                        | 1983                                                                | 1983                                                                | 1984                                                                | 1984                                                                |
| Categorie              | cross                                                            | cross                                                            | enduro                                                           | cross                                                            | enduro                                      | cross                                                               | enduro                                                              | cross                                                               | enduro                                                              |
| Motor                  | Rotax 124 MC                                                     | Rotax 126 MC                                                     | Rotax 124 GS                                                     | Rotax 126 MC                                                     | Rotax 124 GS                                | Rotax 126 MC                                                        | Rotax 126 GS-LC                                                     | Rotax 126 MC                                                        | Rotax 126 GS-LC                                                     |
| Motortype              | tweetaktmotor                                                    | tweetaktmotor                                                    | tweetaktmotor                                                    | tweetaktmotor                                                    | tweetaktmotor                               | tweetaktmotor                                                       | tweetaktmotor                                                       | tweetaktmotor                                                       | tweetaktmotor                                                       |
| Bouwwijze              | luchtgekoelde eencilinder                                        | semi-watergekoelde eencilinder                                   | luchtgekoelde eencilinder                                        | semi-watergekoelde eencilinder                                   | luchtgekoelde eencilinder                   | semi-watergekoelde eencilinder                                      | watergekoelde eencilinder                                           | semi-watergekoelde eencilinder                                      | watergekoelde eencilinder                                           |
| boring                 | 54 mm                                                            | 54 mm                                                            | 54 mm                                                            | 54 mm                                                            | 54 mm                                       | 54 mm                                                               | 54 mm                                                               | 54 mm                                                               | 54 mm                                                               |
| slag                   | 54 mm                                                            | 54 mm                                                            | 54 mm                                                            | 54 mm                                                            | 54 mm                                       | 54 mm                                                               | 54 mm                                                               | 54 mm                                                               | 54 mm                                                               |
| Cilinderinhoud         | 123,7 cc                                                         | 123,7 cc                                                         | 123,7 cc                                                         | 123,7 cc                                                         | 123,7 cc                                    | 123,7 cc                                                            | 123,7 cc                                                            | 123,7 cc                                                            | 123,7 cc                                                            |
| Carburateur            | Mikuni VM 34-252                                                 | Mikuni VM 34-252                                                 | Mikuni VM 34-252                                                 | Mikuni VM 34-252                                                 | Mikuni VM 34-252                            | Mikuni VM 34-252                                                    | Mikuni VM 34-252                                                    | Mikuni VM 34-252                                                    | Mikuni VM 34-252                                                    |
| Smeersysteem           | mengsmering                                                      | mengsmering                                                      | mengsmering                                                      | mengsmering                                                      | mengsmering                                 | mengsmering                                                         | mengsmering                                                         | mengsmering                                                         | mengsmering                                                         |
| Compressieverhouding   | onbekend                                                         | onbekend                                                         | onbekend                                                         | onbekend                                                         | onbekend                                    | onbekend                                                            | onbekend                                                            | onbekend                                                            | onbekend                                                            |
| Max. Vermogen          | 20,6 kW/28 pk bij 9.800 tpm                                      | onbekend                                                         | 20,6 kW/28 pk bij 9.800 tpm                                      | 22,1 kW/30 pk bij 9.800 tpm                                      | 19,1 kW/26 pk bij 9.000 tpm                 | 22,1 kW/30 pk bij 9.800 tpm                                         | 19,1 kW/26 pk bij 9.000 tpm                                         | 22,1 kW/30 pk bij 9.800 tpm                                         | 22,1 kW/30 pk bij 9.000 tpm                                         |
| Topsnelheid            | nvt                                                              | nvt                                                              | nvt                                                              | nvt                                                              | nvt                                         | nvt                                                                 | nvt                                                                 | nvt                                                                 | nvt                                                                 |
| Primaire aandrijving   | tandwielen                                                       | tandwielen                                                       | tandwielen                                                       | tandwielen                                                       | tandwielen                                  | tandwielen                                                          | tandwielen                                                          | tandwielen                                                          | tandwielen                                                          |
| koppeling              | meervoudige natte platenkoppeling                                | meervoudige natte platenkoppeling                                | meervoudige natte platenkoppeling                                | meervoudige natte platenkoppeling                                | meervoudige natte platenkoppeling           | meervoudige natte platenkoppeling                                   | meervoudige natte platenkoppeling                                   | meervoudige natte platenkoppeling                                   | meervoudige natte platenkoppeling                                   |
| versnellingen          | 6                                                                | 6                                                                | 6                                                                | 6                                                                | 6                                           | 6                                                                   | 6                                                                   | 6                                                                   | 6                                                                   |
| Secundaire aandrijving | ketting                                                          | ketting                                                          | ketting                                                          | ketting                                                          | ketting                                     | ketting                                                             | ketting                                                             | ketting                                                             | ketting                                                             |
| Rijwielgedeelte        | dubbel wiegframe                                                 | dubbel wiegframe                                                 | dubbel wiegframe                                                 | dubbel wiegframe                                                 | dubbel wiegframe                            | dubbel wiegframe                                                    | dubbel wiegframe                                                    | enkel wiegframe                                                     | enkel wiegframe                                                     |
| Voorvork               | Bétor 38 mm telescoopvork                                        | Bétor 38 mm telescoopvork                                        | Bétor 38 mm telescoopvork                                        | Bétor 38 mm telescoopvork                                        | Bétor 38 mm telescoopvork                   | Bétor 38 mm telescoopvork of Forcella Italia 38 mm telescoopvork    | Bétor 35 mm telescoopvork                                           | Forcella Italia 38 mm telescoopvork                                 | telescoopvork                                                       |
| Achtervork             | swingarm met De Carbon gasdempers                                | swingarm met De Carbon gasdempers                                | swingarm met De Carbon gasdempers                                | swingarm met De Carbon monodemper                                | swingarm met De Carbon gasdempers           | swingarm met Portal monodemper of swingarm met De Carbon monodemper | swingarm met Portal monodemper of swingarm met De Carbon monodemper | swingarm met Portal monodemper of swingarm met Fournalés monodemper | swingarm met Portal monodemper of swingarm met Fournalés monodemper |
| Remmen                 | Griméca 125 mm trommelrem voor, Griméca 140 mm trommelrem achter | Griméca 125 mm trommelrem voor, Griméca 140 mm trommelrem achter | Griméca 125 mm trommelrem voor, Griméca 140 mm trommelrem achter | Griméca 125 mm trommelrem voor, Griméca 140 mm trommelrem achter | Nagesti 140 mm trommelremmen voor en achter | Laleu 135 mm trommelrem voor, Nagesti 140 mm trommelrem achter      | Nagesti 140 mm trommelremmen voor en achter                         | Laleu 135 mm trommelrem voor, Nagesti 140 mm trommelrem achter      | Nagesti 140 mm trommelrem voor, Nagesti 125 mm trommelrem achter    |
| Tankinhoud             | 8 liter                                                          | 8 liter                                                          | onbekend                                                         | 10 liter                                                         | 10 liter                                    | 10 liter                                                            | 10 liter                                                            | 7 liter                                                             | 7 liter                                                             |
| Droog gewicht          | 92 kg                                                            | onbekend                                                         | onbekend                                                         | 96 kg                                                            | 98 kg                                       | 96 kg                                                               | 98 kg                                                               | 92 kg                                                               | 98 kg                                                               |
| Voorganger             | 125 Master M4                                                    | 125 Master M4                                                    | 125 Ranger R5                                                    | 125 Master LC                                                    | 125 Ranger RA6                              | 125 Condor                                                          | 125 Ranger                                                          | 125 Cross LC                                                        | 125 Enduro LC                                                       |
| Opvolger               | 125 Condor                                                       | 125 Condor                                                       | 125 Ranger                                                       | 125 Cross LC                                                     | 125 Enduro LC                               | 125 Cross PZ                                                        | 125 Enduro PX                                                       | geen                                                                | geen                                                                |

## Technische gegevens 175 cc
| Portal                 | 175 TT                            | 175 Enduro 7V                     |
| ---------------------- | --------------------------------- | --------------------------------- |
| Periode                | 1975                              | 1976                              |
| Categorie              | enduro                            | enduro                            |
| Motor                  | Sachs 1751/6A                     | Sachs 1752/7A                     |
| Motortype              | tweetaktmotor                     | tweetaktmotor                     |
| Bouwwijze              | luchtgekoelde staande eencilinder | luchtgekoelde staande eencilinder |
| boring                 | 60 mm                             | 59,75 mm                          |
| slag                   | 60 mm                             | 60 mm                             |
| Cilinderinhoud         | 169,6 cc                          | 168,2 cc                          |
| Carburateur            | Bing                              | Bing 54/34/10                     |
| Smeersysteem           | mengsmering                       | mengsmering                       |
| Compressieverhouding   | onbekend                          | onbekend                          |
| Max. Vermogen          | 18,4 kW/25 pk bij 8.500 tpm       | 19,1 kW/26 pk bij 8.500 tpm       |
| Topsnelheid            | nvt                               | nvt                               |
| Primaire aandrijving   | tandwielen                        | tandwielen                        |
| koppeling              | meervoudige natte platenkoppeling | meervoudige natte platenkoppeling |
| versnellingen          | 6                                 | 7                                 |
| Secundaire aandrijving | ketting                           | ketting                           |
| Rijwielgedeelte        | dubbel wiegframe                  | dubbel wiegframe                  |
| Voorvork               | Marzocchi 34 mm telescoopvork     | Marzocchi 34 mm telescoopvork     |
| Achtervork             | swingarm met De Carbon gasdempers | swingarm met De Carbon gasdempers |
| Remmen                 | Griméca 125 mm trommelremmen      | Griméca 125 mm trommelremmen      |
| Tankinhoud             | 8 liter                           | 8 liter                           |
| Droog gewicht          | 92 kg                             | 96 kg                             |
| Voorganger             | geen                              | 175 TT                            |
| Opvolger               | 175 Enduro V7                     | geen                              |

## Technische gegevens 250 cc
| Portal                 | 250 Cross                         | 250 Master                                                      | 250 Ranger                                                      | 250 RS Critérium                  | 250 Master M4                                                   | 250 Ranger R5                                                   | 250 Master MA5                                                  | 250Ranger RA6                                                   |
| ---------------------- | --------------------------------- | --------------------------------------------------------------- | --------------------------------------------------------------- | --------------------------------- | --------------------------------------------------------------- | --------------------------------------------------------------- | --------------------------------------------------------------- | --------------------------------------------------------------- |
| Periode                | 1976                              | 1977-1979                                                       | 1977-1979                                                       | 1978-1980                         | 1980                                                            | 1980                                                            | 1981                                                            | 1981                                                            |
| Categorie              | cross                             | cross                                                           | enduro                                                          | sport                             | cross                                                           | enduro                                                          | cross                                                           | enduro                                                          |
| Motor                  | CZ Falta 250                      | Rotax 244 MC                                                    | Rotax 244 GS                                                    | Rotax                             | Rotax 244 MC                                                    | Rotax 244 GS                                                    | Rotax 244 MC                                                    | Rotax 234 MC                                                    |
| Motortype              | tweetaktmotor                     | tweetaktmotor                                                   | tweetaktmotor                                                   | tweetaktmotor                     | tweetaktmotor                                                   | tweetaktmotor                                                   | tweetaktmotor                                                   | tweetaktmotor                                                   |
| Bouwwijze              | luchtgekoelde staande eencilinder | luchtgekoelde staande eencilinder                               | luchtgekoelde staande eencilinder                               | luchtgekoelde staande eencilinder | luchtgekoelde staande eencilinder                               | luchtgekoelde staande eencilinder                               | luchtgekoelde staande eencilinder                               | luchtgekoelde staande eencilinder                               |
| boring                 | 70 mm                             | 74 mm                                                           | 74 mm                                                           | 72 mm                             | 72 mm                                                           | 72 mm                                                           | 72 mm                                                           | 72 mm                                                           |
| slag                   | 64 mm                             | 57,5 mm                                                         | 57,5 mm                                                         | 57,5 mm                           | 61 mm                                                           | 57,5 mm                                                         | 61 mm                                                           | 57,5 mm                                                         |
| Cilinderinhoud         | 246,3 cc                          | 247,3 cc                                                        | 247,3 cc                                                        | 234,1 cc                          | 248,4 cc                                                        | 234,1 cc                                                        | 248,4 cc                                                        | 234,1 cc                                                        |
| Carburateur            | Jikov 33 mm                       | onbekend                                                        | onbekend                                                        | onbekend                          | onbekend                                                        | onbekend                                                        | onbekend                                                        | onbekend                                                        |
| Smeersysteem           | mengsmering                       | mengsmering                                                     | mengsmering                                                     | mengsmering                       | mengsmering                                                     | mengsmering                                                     | mengsmering                                                     | mengsmering                                                     |
| Compressieverhouding   | 11,5:1                            | onbekend                                                        | onbekend                                                        | onbekend                          | onbekend                                                        | onbekend                                                        | onbekend                                                        | onbekend                                                        |
| Max. Vermogen          | 19,7 kW/26,8 pk                   | 26,5 kW/36 pk bij 9.000 tpm                                     | 24,3 kW/33 pk bij 8.600 tpm                                     | 27,9 kW/38 pk bij 7.500 tpm       | 29,4 kW/40 pk bij 8.500 tpm                                     | 25,7 kW/35 pk bij 8.800 tpm                                     | 29,4 kW/40 pk bij 8.000 tpm                                     | 25,7 kW/35 pk bij 8.800 tpm                                     |
| Topsnelheid            | nvt                               | nvt                                                             | nvt                                                             | onbekend                          | nvt                                                             | nvt                                                             | nvt                                                             | nvt                                                             |
| Primaire aandrijving   | tandwielen                        | tandwielen                                                      | tandwielen                                                      | tandwielen                        | tandwielen                                                      | tandwielen                                                      | tandwielen                                                      | tandwielen                                                      |
| koppeling              | meervoudige natte platenkoppeling | meervoudige natte platenkoppeling                               | meervoudige natte platenkoppeling                               | meervoudige natte platenkoppeling | meervoudige natte platenkoppeling                               | meervoudige natte platenkoppeling                               | meervoudige natte platenkoppeling                               | meervoudige natte platenkoppeling                               |
| versnellingen          | 5                                 | 5                                                               | 6                                                               | 6                                 | 5                                                               | 6                                                               | 5                                                               | 6                                                               |
| Secundaire aandrijving | ketting                           | ketting                                                         | ketting                                                         | ketting                           | ketting                                                         | ketting                                                         | ketting                                                         | ketting                                                         |
| Rijwielgedeelte        | enkel wiegframe                   | brugframe                                                       | brugframe                                                       | dubbel wiegframe                  | dubbel wiegframe                                                | dubbel wiegframe                                                | dubbel wiegframe                                                | dubbel wiegframe                                                |
| Voorvork               | Marzocchi 35 mm telescoopvork     | Marzocchi 35 mm telescoopvork                                   | Marzocchi 35 mm telescoopvork                                   | Marzocchi 35 mm telescoopvork     | Bétor 35 mm telescoopvork                                       | Bétor 35 mm telescoopvork                                       | Bétor 38 mm telescoopvork                                       | Bétor 35 mm telescoopvork                                       |
| Achtervork             | swingarm met De Carbon gasdempers | swingarm met De Carbon gasdempers                               | swingarm met De Carbon gasdempers                               | swingarm met De Carbon gasdempers | swingarm met De Carbon gasdempers                               | swingarm met De Carbon gasdempers                               | swingarm met De Carbon gasdempers                               | swingarm met De Carbon gasdempers                               |
| Remmen                 | Griméca 135 mm trommelremmen      | Griméca 125 mm trommelrem voor Griméca 140 mm trommelrem achter | Griméca 125 mm trommelrem voor Griméca 140 mm trommelrem achter | Brembo schijfremem                | Griméca 125 mm trommelrem voor Griméca 140 mm trommelrem achter | Griméca 125 mm trommelrem voor Griméca 140 mm trommelrem achter | Griméca 125 mm trommelrem voor Griméca 140 mm trommelrem achter | Griméca 125 mm trommelrem voor Griméca 140 mm trommelrem achter |
| Tankinhoud             | onbekend                          | 8 liter                                                         | 8 liter                                                         | 10 liter                          | 7,5 liter                                                       | 7,5 liter                                                       | 8 liter                                                         | onbekend                                                        |
| Droog gewicht          | 99 kg                             | 96 kg                                                           | 90 kg                                                           | 95 kg                             | 98 kg                                                           | 98 kg                                                           | 98 kg                                                           | onbekend                                                        |
| Voorganger             | geen                              | 250 Cross                                                       | geen                                                            | geen                              | 250 Master                                                      | 250 Ranger                                                      | 250 Master M4                                                   | 250 Ranger R5                                                   |
| Opvolger               | 250 Master                        | 250 Master M4                                                   | 250 Ranger R5                                                   | geen                              | 250 Master MA5                                                  | 250 Ranger RA 6                                                 | 250 Master                                                      | 240 Ranger                                                      |

## Technische gegevens 250 cc (vervolg)
| Portal                 | 250 Master                        | 240 Ranger                        | 250 Cross LC                             | 250 Cross                                | 240 Enduro                               | 240 Cross PZ                                   | 250 Enduro PX                                  |
| ---------------------- | --------------------------------- | --------------------------------- | ---------------------------------------- | ---------------------------------------- | ---------------------------------------- | ---------------------------------------------- | ---------------------------------------------- |
| Periode                | 1982                              | 1982                              | 1983                                     | 1983                                     | 1983                                     | 1984                                           | 1984                                           |
| Categorie              | cross                             | enduro                            | cross                                    | cross                                    | enduro                                   | cross                                          | enduro                                         |
| Motor                  | Rotax 244 MC                      | Rotax 234 GS                      | Rotax 244 MC-LC                          | Rotax 244 MC                             | Rotax 238 GS                             | Rotax 238 MC-LC                                | Rotax 238 GS                                   |
| Motortype              | tweetaktmotor                     | tweetaktmotor                     | tweetaktmotor                            | tweetaktmotor                            | tweetaktmotor                            | tweetaktmotor                                  | tweetaktmotor                                  |
| Bouwwijze              | luchtgekoelde eencilinder         | luchtgekoelde eencilinder         | watergekoelde eencilinder                | luchtgekoelde eencilinder                | luchtgekoelde eencilinder                | watergekoelde eencilinder                      | luchtgekoelde eencilinder                      |
| boring                 | 72 mm                             | 72 mm                             | 72 mm                                    | 72 mm                                    | 72 mm                                    | 70 mm                                          | 72 mm                                          |
| slag                   | 61 mm                             | 57,5 mm                           | 61 mm                                    | 61 mm                                    | 57,5 mm                                  | 61 mm                                          | 57,5 mm                                        |
| Cilinderinhoud         | 248,4 cc                          | 234,1 cc                          | 248,4 cc                                 | 248,4 cc                                 | 234,1 cc                                 | 234,8 cc                                       | 234,1 cc                                       |
| Carburateur            | Mikuni VM 34-253                  | onbekend                          | Mikuni VM 34-253                         | Mikuni VM 34-253                         | onbekend                                 | onbekend                                       | onbekend                                       |
| Smeersysteem           | mengsmering                       | mengsmering                       | mengsmering                              | mengsmering                              | mengsmering                              | mengsmering                                    | mengsmering                                    |
| Compressieverhouding   | onbekend                          | onbekend                          | onbekend                                 | onbekend                                 | onbekend                                 | onbekend                                       | onbekend                                       |
| Max. Vermogen          | 29,4 kW/40 pk bij 8.500 tpm       | 27,2 kW/37 pk bij 8.800 tpm       | 33,1 kW/45 pk bij 8.500 tpm              | 33,1 kW/45 pk bij 8.500 tpm              | 27,2 kW/37 pk bij 8.800 tpm              | 33,1 kW/45 pk bij 8.500 tpm                    | 27,2 kW/37 pk bij 8.800 tpm                    |
| Topsnelheid            | nvt                               | nvt                               | nvt                                      | nvt                                      | nvt                                      | nvt                                            | nvt                                            |
| Primaire aandrijving   | tandwielen                        | tandwielen                        | tandwielen                               | tandwielen                               | tandwielen                               | tandwielen                                     | tandwielen                                     |
| koppeling              | meervoudige natte platenkoppeling | meervoudige natte platenkoppeling | meervoudige natte platenkoppeling        | meervoudige natte platenkoppeling        | meervoudige natte platenkoppeling        | meervoudige natte platenkoppeling              | meervoudige natte platenkoppeling              |
| versnellingen          | 5                                 | 6                                 | 5                                        | 5                                        | 6                                        | 5                                              | 6                                              |
| Secundaire aandrijving | ketting                           | ketting                           | ketting                                  | ketting                                  | ketting                                  | ketting                                        | ketting                                        |
| Rijwielgedeelte        | dubbel wiegframe                  | dubbel wiegframe                  | dubbel wiegframe                         | dubbel wiegframe                         | dubbel wiegframe                         | dubbel wiegframe                               | dubbel wiegframe                               |
| Voorvork               | Bétor 40 mm telescoopvork         | Bétor 38 mm telescoopvork         | Forcelle Italia 40 mm telescoopvork      | Forcelle Italia 40 mm telescoopvork      | Bétor 38 mm telescoopvork                | Forcelle Italia 42 mm telescoopvork            | 38 mm telescoopvork                            |
| Achtervork             | swingarm met De Carbon dempers    | swingarm met De Carbon dempers    | swingarm met De Carbon of Portal dempers | swingarm met De Carbon of Portal dempers | swingarm met De Carbon of Portal dempers | swingarm met De Carbon of Fournalés monodemper | swingarm met De Carbon of Fournalés monodemper |
| Remmen                 | Nagesti 140 mm trommelremmen      | Nagesti 140 mm trommelremmen      | Nagesti 140 mm trommelremmen             | Nagesti 140 mm trommelremmen             | Nagesti 140 mm trommelremmen             | Laleu 140 mm trommelremmen                     | Nagesti 140 mm trommelremmen                   |
| Tankinhoud             | 10 liter                          | 10 liter                          | 10 liter                                 | 10 liter                                 | 10 liter                                 | 7 liter                                        | 7 liter                                        |
| Droog gewicht          | 98 kg                             | 100 kg                            | 100 kg                                   | 100 kg                                   | 100 kg                                   | 98 kg                                          | 100 kg                                         |
| Voorganger             | 250 Master MA5                    | 250 Ranger RA6                    | 250 Master                               | 250 Master                               | 240 Ranger                               | 250 Cross LC                                   | 240 Enduro                                     |
| Opvolger               | 250 Cross                         | 240 Enduro                        | 240 Cross PZ                             | 240 Cross PZ                             | 250 Enduro PX                            | geen                                           | geen                                           |

## Technische gegevens 500 cc
| Portal                 | 400 Cross                                                       | 370 Master                                                      | 380 Master                                                      | 380 Ranger                                                      | 420 Master M4                                                   | 420 Ranger R5                                                   | 420 Master MA5                                                  | 400 Ranger RA6                                                  | 480 Condor                                  | 400 Ranger                                                      | 480 Cross                                                   | 480 Enduro                                  |
| ---------------------- | --------------------------------------------------------------- | --------------------------------------------------------------- | --------------------------------------------------------------- | --------------------------------------------------------------- | --------------------------------------------------------------- | --------------------------------------------------------------- | --------------------------------------------------------------- | --------------------------------------------------------------- | ------------------------------------------- | --------------------------------------------------------------- | ----------------------------------------------------------- | ------------------------------------------- |
| Periode                | 1976                                                            | 1978                                                            | 1979                                                            | 1979                                                            | 1980                                                            | 1980                                                            | 1981                                                            | 1981                                                            | 1982                                        | 1982                                                            | 1983                                                        | 1983                                        |
| Categorie              | cross                                                           | cross                                                           | cross                                                           | enduro                                                          | cross                                                           | enduro                                                          | cross                                                           | enduro                                                          | cross                                       | enduro                                                          | cross                                                       | enduro                                      |
| Motor                  | CZ Falta 400                                                    | Rotax 366 MC                                                    | Rotax 366 MC                                                    | Rotax 366 GS                                                    | Rotax 406 MC                                                    | Rotax 406 GS                                                    | Rotax 406 MC                                                    | Rotax 366 MC                                                    | Rotax                                       | Rotax 366 MC                                                    | Rotax 486 MC                                                | Rotax 486 GS                                |
| Motortype              | tweetaktmotor                                                   | tweetaktmotor                                                   | tweetaktmotor                                                   | tweetaktmotor                                                   | tweetaktmotor                                                   | tweetaktmotor                                                   | tweetaktmotor                                                   | tweetaktmotor                                                   | tweetaktmotor                               | tweetaktmotor                                                   | tweetaktmotor                                               | tweetaktmotor                               |
| Bouwwijze              | luchtgekoelde staande eencilinder                               | luchtgekoelde staande eencilinder                               | luchtgekoelde staande eencilinder                               | luchtgekoelde staande eencilinder                               | luchtgekoelde staande eencilinder                               | luchtgekoelde staande eencilinder                               | luchtgekoelde staande eencilinder                               | luchtgekoelde staande eencilinder                               | luchtgekoelde staande eencilinder           | luchtgekoelde staande eencilinder                               | luchtgekoelde staande eencilinder                           | luchtgekoelde staande eencilinder           |
| boring                 | 82 mm                                                           | 84 mm                                                           | 84 mm                                                           | 84 mm                                                           | 84 mm                                                           | 84 mm                                                           | 84 mm                                                           | 84 mm                                                           | 84 mm                                       | 84 mm                                                           | 85 mm                                                       | 85 mm                                       |
| slag                   | 72 mm                                                           | 66 mm                                                           | 66 mm                                                           | 66 mm                                                           | 70 mm                                                           | 70 mm                                                           | 70 mm                                                           | 66 mm                                                           | 84 mm                                       | 66 mm                                                           | 85 mm                                                       | 85 mm                                       |
| Cilinderinhoud         | 380,3 cc                                                        | 365,8 cc                                                        | 365,8 cc                                                        | 365,8 cc                                                        | 387,9 cc                                                        | 387,9 cc                                                        | 387,9 cc                                                        | 365,8 cc                                                        | 465,5 cc                                    | 365,8 cc                                                        | 482,3 cc                                                    | 482,3 cc                                    |
| Carburateur            | Jikov 33 mm                                                     | Bing 54/36/120                                                  | Bing 54/36/120                                                  | Bing 54/36/120                                                  | Bing 54/36/120                                                  | Bing 54/36/120                                                  | Bing 54/36/120                                                  | Bing 54/36/120                                                  | onbekend                                    | Bing 54/36/120                                                  | Bing 55/40/103                                              | Bing 55/40/103                              |
| Smeersysteem           | mengsmering                                                     | mengsmering                                                     | mengsmering                                                     | mengsmering                                                     | mengsmering                                                     | mengsmering                                                     | mengsmering                                                     | mengsmering                                                     | mengsmering                                 | mengsmering                                                     | mengsmering                                                 | mengsmering                                 |
| Compressieverhouding   | 11,5:1                                                          | onbekend                                                        | onbekend                                                        | onbekend                                                        | onbekend                                                        | onbekend                                                        | onbekend                                                        | onbekend                                                        | onbekend                                    | onbekend                                                        | onbekend                                                    | onbekend                                    |
| Max. Vermogen          | 27,9 kW/38 pk                                                   | 30,2 kW/41 pk bij 7.000 tpm                                     | 33,1 kW/45 pk bij 6.500 tpm                                     | 33,1 kW/45 pk bij 6.500 tpm                                     | 33,1 kW/45 pk bij 6.500 tpm                                     | 33,1 kW/45 pk bij 6.500 tpm                                     | 35,3 kW/48 pk bij 6.500 tpm                                     | onbekend                                                        | 36,8 kW/50 pk bij 6.500 tpm                 | onbekend                                                        | 42,7 kW/58 pk bij 6.500 tpm                                 | onbekend                                    |
| Topsnelheid            | nvt                                                             | nvt                                                             | nvt                                                             | nvt                                                             | nvt                                                             | nvt                                                             | nvt                                                             | nvt                                                             | nvt                                         | nvt                                                             | nvt                                                         | nvt                                         |
| Primaire aandrijving   | tandwielen                                                      | tandwielen                                                      | tandwielen                                                      | tandwielen                                                      | tandwielen                                                      | tandwielen                                                      | tandwielen                                                      | tandwielen                                                      | tandwielen                                  | tandwielen                                                      | tandwielen                                                  | tandwielen                                  |
| koppeling              | meervoudige natte platenkoppeling                               | meervoudige natte platenkoppeling                               | meervoudige natte platenkoppeling                               | meervoudige natte platenkoppeling                               | meervoudige natte platenkoppeling                               | meervoudige natte platenkoppeling                               | meervoudige natte platenkoppeling                               | meervoudige natte platenkoppeling                               | meervoudige natte platenkoppeling           | meervoudige natte platenkoppeling                               | meervoudige natte platenkoppeling                           | meervoudige natte platenkoppeling           |
| versnellingen          | 4                                                               | 5                                                               | 5                                                               | 5                                                               | 5                                                               | 5                                                               | 5                                                               | 5                                                               | 5                                           | 5                                                               | 5                                                           | 5                                           |
| Secundaire aandrijving | ketting                                                         | ketting                                                         | ketting                                                         | ketting                                                         | ketting                                                         | ketting                                                         | ketting                                                         | ketting                                                         | ketting                                     | ketting                                                         | ketting                                                     | ketting                                     |
| Rijwielgedeelte        | enkel wiegframe                                                 | dubbel wiegframe                                                | dubbel wiegframe                                                | dubbel wiegframe                                                | dubbel wiegframe                                                | dubbel wiegframe                                                | dubbel wiegframe                                                | dubbel wiegframe                                                | dubbel wiegframe                            | dubbel wiegframe                                                | dubbel wiegframe                                            | dubbel wiegframe                            |
| Voorvork               | Marzocchi 35 mm telescoopvork                                   | Marzocchi 35 mm telescoopvork                                   | Marzocchi 38 mm telescoopvork                                   | Marzocchi 38 mm telescoopvork                                   | Bétor 38 mm telescoopvork                                       | Bétor 38 mm telescoopvork                                       | Bétor 38 mm telescoopvork                                       | Bétor 38 mm telescoopvork                                       | Bétor 40 mm telescoopvork                   | Bétor 38 mm telescoopvork                                       | Bétor of Sercati 40 mm telescoopvork                        | onbekend                                    |
| Achtervork             | swingarm met De Carbon gasdempers                               | swingarm met De Carbon gasdempers                               | swingarm met De Carbon gasdempers                               | swingarm met De Carbon gasdempers                               | swingarm met De Carbon gasdempers                               | swingarm met De Carbon gasdempers                               | swingarm met De Carbon gasdempers                               | swingarm met De Carbon gasdempers                               | swingarm met De Carbon monodemper           | swingarm met De Carbon gasdempers                               | swingarm met Portal of De Carbon monodemper                 | swingarm met Portal of De Carbon monodemper |
| Remmen                 | Griméca 125 mm trommelrem voor Griméca 140 mm trommelrem achter | Griméca 125 mm trommelrem voor Griméca 140 mm trommelrem achter | Griméca 125 mm trommelrem voor Griméca 140 mm trommelrem achter | Griméca 125 mm trommelrem voor Griméca 140 mm trommelrem achter | Griméca 125 mm trommelrem voor Griméca 140 mm trommelrem achter | Griméca 125 mm trommelrem voor Griméca 140 mm trommelrem achter | Griméca 125 mm trommelrem voor Griméca 140 mm trommelrem achter | Griméca 125 mm trommelrem voor Griméca 140 mm trommelrem achter | Nagesti 140 mm trommelremmen voor en achter | Griméca 125 mm trommelrem voor Griméca 140 mm trommelrem achter | Leleu 135 mm trommelrem voor Leleu 140 mm trommelrem achter | Nagesti 140 mm trommelremmen voor en achter |
| Tankinhoud             | onbekend                                                        | onbekend                                                        | 7,5 liter                                                       | 7,5 liter                                                       | 7,5 liter                                                       | 10 liter                                                        | 10 liter                                                        | onbekend                                                        | 10 liter                                    | onbekend                                                        | 10 liter                                                    | 10 liter                                    |
| Droog gewicht          | 99 kg                                                           | onbekend                                                        | 98 kg                                                           | 98 kg                                                           | 102 kg                                                          | 102 kg                                                          | 102 kg                                                          | onbekend                                                        | 105 kg                                      | onbekend                                                        | 108 kg                                                      | onbekend                                    |
| Voorganger             | geen                                                            | 400 Cross                                                       | 370 Master                                                      | geen                                                            | 380 Master                                                      | 380 Ranger                                                      | 420 Master M4                                                   | 420 Ranger R5                                                   | 420 Master MA5                              | 400 Ranger RA6                                                  | 480 Condor                                                  | 400 Ranger                                  |
| Opvolger               | 370 Master                                                      | 380 Master                                                      | 420 Master                                                      | 420 Ranger R5                                                   | 420 Master MA5                                                  | 400 Ranger RA6                                                  | 480 Condor                                                      | 400 Ranger                                                      | 480 Cross                                   | 480 Enduro                                                      | geen                                                        | geen                                        |